# Eyrarbakki
Eyrarbakki ([ˈeiːrarˌpaʰcɪ]) es un pueblo de Islandia situado en el municipio de Árborg, en la región de Suðurland. Hace cien años vivían cerca de 1000 personas. En el siglo XIX fue un lugar importante para el comercio e incluso se instalaron comerciantes daneses alrededor del puerto.

## Historia
Eyrarbakki ha sufrido numerosas inundaciones en el pasado por causa del mar, por lo que dispone de unos desgastados rompeolas que se han ido dañando con el transcurso del tiempo. Hay muchas casas viejas e interesantes en Eyrarbakki. La más conocida es la que se llama simplemente «La casa» (en islandés: Husið) y es una de la más viejas del país, ya que fue construida en 1765 por emigrantes noruegos. Esta casa es utilizada actualmente como museo de la zona. La escuela de Eyrarbakki es la más vieja de Islandia, se estableció en 1852. En la Iglesia de Eyrarbakki (1890) hay un retablo pintado por la reina Luisa de Dinamarca, esposa del rey Cristián IX.
En Eyrarbakki se encuentra la mayor cárcel del país, llamada Litla Hraun (en islandés significa «pequeña lava»). Es un medio económico importante para el lugar, ya que antes de 1990 la mayor parte de las personas trabajaban en relación directa o indirecta con la industria pesquera.
En la actualidad no es un puerto oficial porque se ha construido un puente a Þorlákshöfn sobre el río Ölfusá, por lo que el lugar ha perdido la influencia de este gran motor económico, con la consecuente pérdida de población.

## Galería

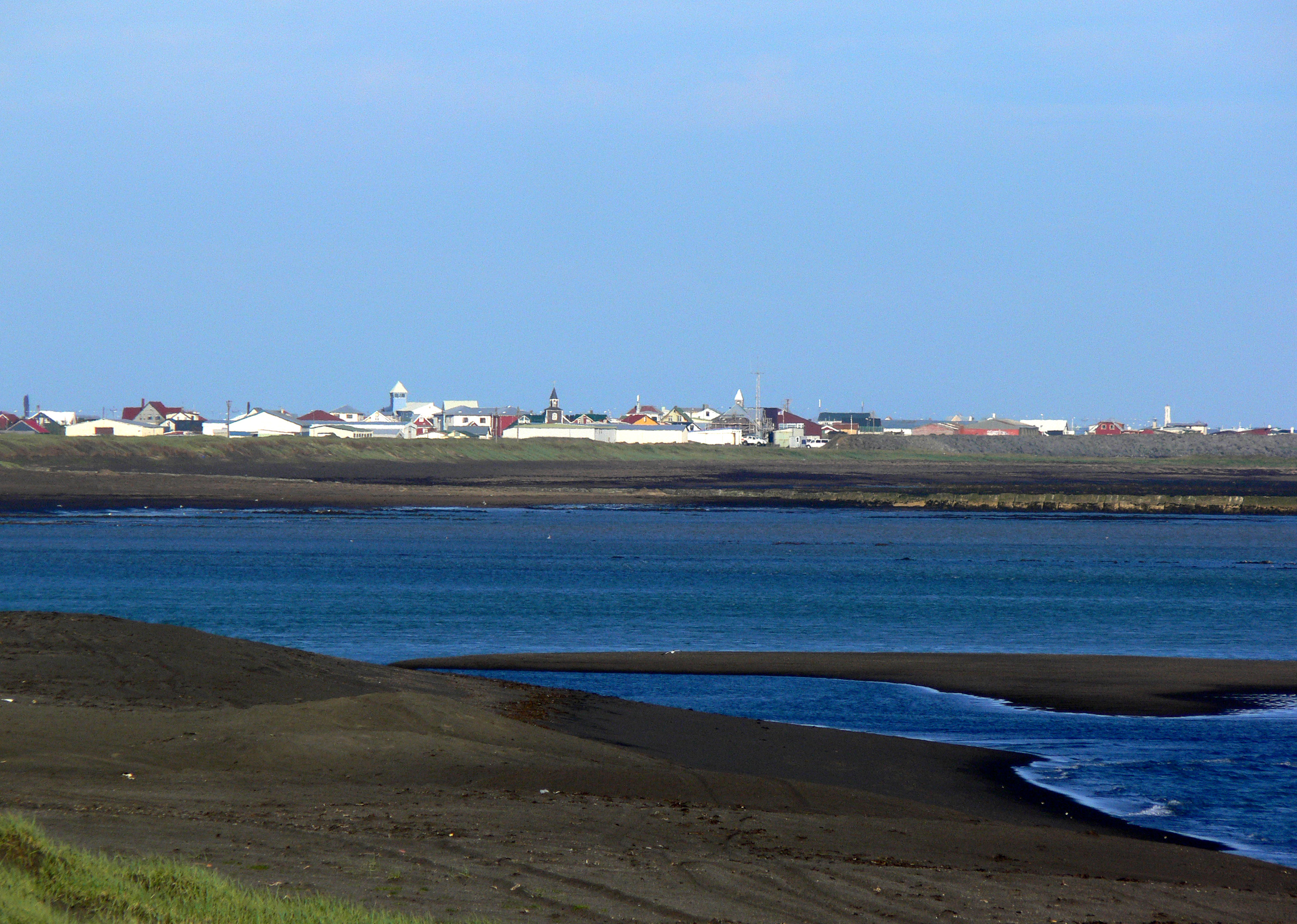
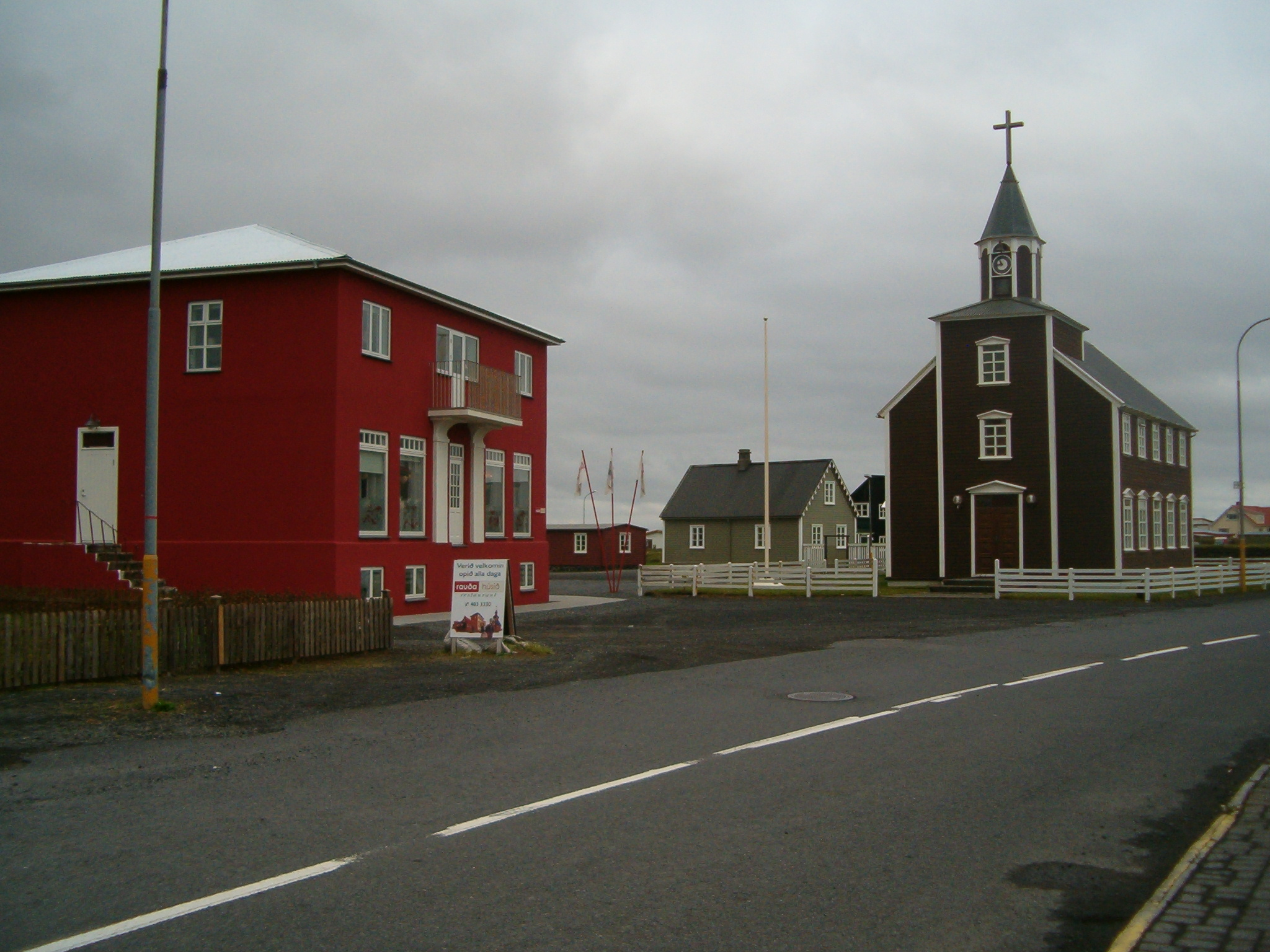
Calle de Eyrarbakki
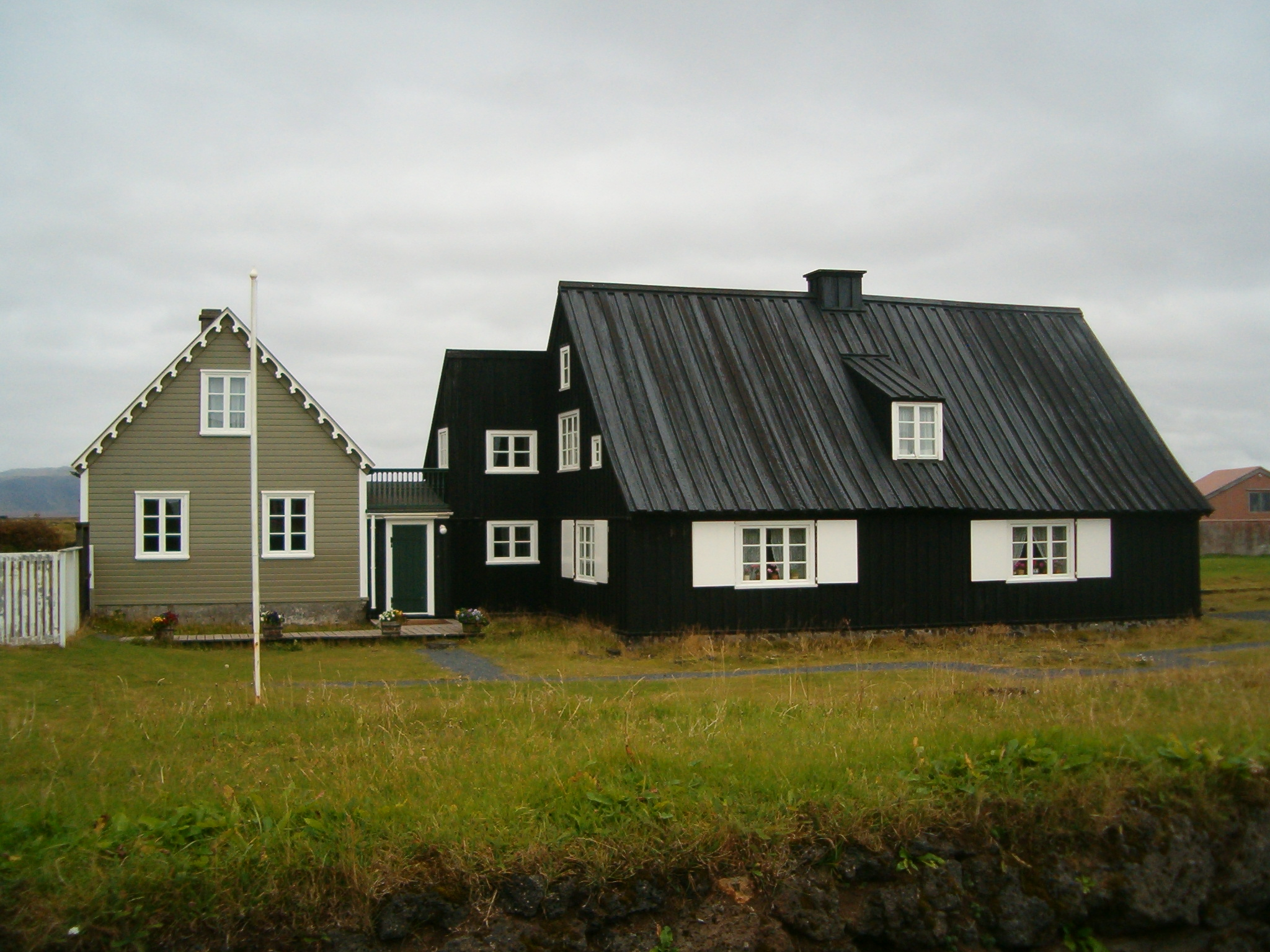
Husið